# Gymnothorax berndti
 Gymnothorax berndti és una espècie de peix de la família dels murènids i de l'ordre dels anguil·liformes.

## Morfologia
Els mascles poden assolir els 100 cm de longitud total.

## Distribució geogràfica
Es troba a l'oest de l'Índic (Maldives i Maurici) i al Pacífic (des de Taiwan fins a Nova Zelanda i les Hawaii).